# Weinmannia cymbifolia
Weinmannia cymbifolia är en tvåhjärtbladig växtart som beskrevs av Friedrich Ludwig Diels. Weinmannia cymbifolia ingår i släktet Weinmannia och familjen Cunoniaceae. Inga underarter finns listade i Catalogue of Life.